# Bilder einer Ausstellung (Ballett)

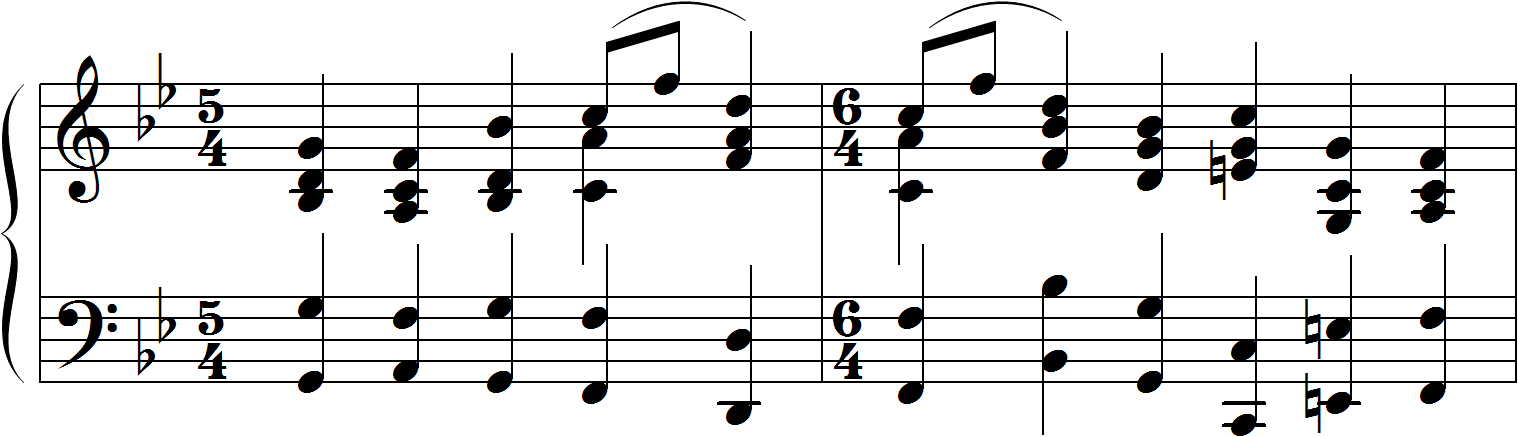
„Bilder einer Ausstellung“. Hauptthema

Bilder einer Ausstellung ist ein von Alexei Ratmansky choreografiertes Ballett zu Mussorgskys gleichnamiger Partitur „Bilder einer Ausstellung“. Das Ballett wurde am 2. Oktober 2014 im David H. Koch Theater uraufgeführt, getanzt vom New York City Ballet. Die Bühnen- und Kostümbildner waren Adeline André and Wendall K. Harrington.
Bei der Premiere schrieb die New York Times, dass das Ballett „sicherlich das beiläufigste und abwechslungsreichste Werk ist, das Herr Ratmansky geschaffen hat, aber es gewinnt unaufhaltsame Dynamik.“ Die Financial Times gab dem Ballett vier Sterne und kommentierte, dass das Ballett „ist reich an Ballettzitaten und Kommentaren, doch sein Ton ist nicht ironisch.“

## Aufführung
Ratmanskys „Bilder einer Ausstellung“ wird von fünf Männern und fünf Frauen aufgeführt. Zur Originalbesetzung gehört Wendy Whelan, die zu diesem Zeitpunkt Rollen in allen Werken von Ratmansky für das New York City Ballet geschaffen hatte und sich am Ende der Saison vom Ballett zurückziehen sollte.
Die Partitur von Mussorgsky handelt von einer posthumen Ausstellung mit Werken von Wiktor Hartmann. Auf der Bühne wird jedoch Wassily Kandinskys Gemälde „Farbstudie: Quadrate mit konzentrischen Kreisen“ projiziert, das von Wendall K. Harrington entworfen wurde. Adeline André entwarf die Kostüme.
Das Pacific Northwest Ballet gab 2017 sein Debüt in „Pictures of an Exhibitions“. Whelan inszenierte das Ballett für die Kompanie, obwohl sie noch nie zuvor ein Ballett inszeniert hatte. Sie sagte, sie habe sich die Videoaufnahmen des Balletts wiederholt angesehen und über einen Monat lang jeden Tag Stunden damit verbracht, die Schritte aufzuschreiben.
Im Jahr 2020, während des Höhepunkts der Auswirkungen der Coronavirus-Pandemie auf die darstellenden Künste, veröffentlichte das New York City Ballet eine Videoaufzeichnung mit Ausschnitten aus dem Ballett aus dem Jahr 2017.